# Holcoglossum rupestre
Holcoglossum rupestre är en orkidéart som först beskrevs av Hand.-mazz., och fick sitt nu gällande namn av Leslie Andrew Garay. Holcoglossum rupestre ingår i släktet Holcoglossum och familjen orkidéer. Inga underarter finns listade i Catalogue of Life.